# Братское (Гомельская область)
Братское (бел. Брацкае; до 21 января 1969 года — Шпалозавод) — деревня в Кировском сельсовете Наровлянского района Гомельской области Беларуси.
На востоке урочище Сухой Мох. Кругом лес.

## География

### Расположение
В 39 км на юг от Наровли, 42 км от железнодорожной станции Ельск (на линии Калинковичи — Овруч), 217 км от Гомеля.

## Транспортная сеть
На автодороге Александровка — Наровля. Планировка компактная, близкая к четырёхугольному кварталу. Жилые деревянные дома расположены неподалёку от производственных строений.

## История
Населённый пункт постепенно рос с 1920-х годов около завода по производству шпал для железной дороги, Указом Президиума Верховного Совета БССР от 21 января 1969 года он был переименован в посёлок Братское. Располагались Кировский лесопункт, фельдшерско-акушерский пункт и клуб.

## Население

### Численность
- 2004 год — 24 хозяйства, 35 жителей.

### Динамика
- 2004 год — 24 хозяйства, 35 жителей.